# Manjrekar James
Manjrekar James (ur. 5 sierpnia 1993 w Roseau) – kanadyjski piłkarz pochodzenia dominickiego występujący na pozycji środkowego obrońcy lub defensywnego pomocnika, reprezentant Kanady, od 2024 roku zawodnik Alajuelense.
Urodził się na Dominice, zaś w wieku dziewięciu lat wraz z rodziną przeprowadził się do Kanady, przyjmując później tamtejsze obywatelstwo.